# الطيب الصديقي
الطيب الصديقي  (5 يناير 1939 – 5 فبراير 2016) ممثل وكاتب ومخرج مسرحي مغربي، وأحد أشهر الفنانين العرب، ويعتبر من أبرز الكتاب المسرحيين العرب في القرن العشرين. تلقى الصديقي تدريبه على المسرح الغربي الكلاسيكي، كما تبنى الأساليب المسرحية المغربية التقليدية، ودمج الاثنين في مزيج رائد من المسرح الغربي والتقليدي المغربي. اشتهر الصديقي بتقديم عروض مسرحية لحشود كبيرة في ساحات كبيرة، وقد طور أسلوبًا من المسرح الاحتفالي أصبح شائعًا في العالم العربي.‘‘‘‘‘.
كان رائدًا في المسرح العربي وممثلًا ومخرجًا سينمائيًا، لكنه كان أيضًا مؤلفًا حائزًا على جوائز يكتب باللغتين العربية والفرنسية. من عائلة من العلماء، ولد في الصويرة ونشأ في الدار البيضاء. بعد دورات تدريبية مع أندريه فوازان، سافر في سن السابعة عشر إلى فرنسا لدراسة المسرح في كوميدي دو لويست، بإخراج هوبير جينو. عاد إلى المغرب، بالاشتراك مع الاتحاد المغربي للشغل أسس المسرح العمالي (1957). بعد ذلك، عاد إلى فرنسا لمزيد من دراسة تقنيات المسرح في المسرح الوطني الشعبي في باريس، تحت إشراف جان فيلار.
في سن 23، أصبح المدير الفني للمسرح الوطني محمد الخامس. عمل بعد ذلك مديرًا للمسرح البلدي بالدار البيضاء من عام 1964 إلى عام 1977.
أسس العديد من الفرق المسرحية: فرقة الصديقي، المسرح الجوال، مسرح الناس، وأيضًا أسس مركزه الثقافي الخاص في الدار البيضاء، في فضاء الطيب الصديقي في شارع غاندي.

## الأعمال
- مخرج مسرحي: أكثر من ثمانين عملاً
- الريبيرتوار: كتب ثلاثين مسرحية (باللغتين العربية والفرنسية) وترجمة وتعديل أربعة وثلاثين عمل درامي وثمانية عشر عملاً كتابياً
- ممثل: في حوالي خمسين مسرحية، أكثر من عشرات الأفلام وخمسة وثلاثين عملا درامياوعروضا تلفزيونية
- رسام خطاط: معارض في المغرب وتونس والكويت وقطر وسلطنة عمان وفرنسا وكندا وبلجيكا والجزائر...
- السينما: أخرج أربعة أفلام قصيرة وفيلم الزفت (Zeft - 1984)، كتب وأخرج عشرات الأفلام الوثائقية ولعب في عشرات الأفلام
- التلفزيون: أنتج وأخرج للتلفزيون ثلاثين عملا
- التلفزة تتحرك: إعادة تصميم برامج التلفزيون المغربي (SNRT - (1984-1986
- شارك في أبحاث وكتابة: المغرب والحرف الإسلامية التقليدية في العمارة (Le Maroc et l'Artisanat Traditionnel Islamique dans l'Architecture / Le Paccard)، اعداد: André Paccard ، الطبعة: ورشة العمل 74، 1986
- رسام للكتاب: Fraîcheur de l'Islam ، المؤلف: Gabriel Bounoure ، الطبعة: Saint-Clément-la-Rivière: Fata Morgana ، 1995
- ساهم في كتابة كتاب الحضارة المغربية، فنون وثقافات، تحت إشراف محمد سيجلماسي، طبعات OUM وActes Sud / Sindbad ، 1996

### ممثل سينمائي
- 1955: الدجاجة، جون فليشيت
- 1956: طبيب العافية (الطبيب على الرغم من نفسه عن موليير) إخراج هنري جاك، عرض في مهرجان كان عام 1956 (اختيار رسمي)
- 1957: إبراهيم أو قلادة الكعك، جون فليشيت، قدم في مهرجان برلين (1957)
- 1959: لقمة عيش، لعربي بناني
- 1960: خدع سكابين عن موليير (باللغة العربية / المغاربية)، محيدين بشطارزي (الجزائر)
- 1962: تارتارين دي تاراسكون، فرانسيس بلانش
- 1962 أطفال الشمس، جون سيفراك، عرض في مهرجان كان عام 1962 (اختيار رسمي)
- 1962: لورنس العرب، داود لين
- 1976: الرسالة، مصطفى العقاد
- 1977: زنوبيا ملكة تدمر، إخراج عدنان الرمحي وإنتاج وتشخيص نضال الأشقر
- 1984: الزفت، الطيب الصديقي
- 1986: طفل الرمل، حميد بناني
- 1995: صلاة الغائب، حميد بناني
- 2001: السر المطروز، عمر الشرايبي
- 2008: رحلة قصيرة ولكن تافهة (Voyage court mais trash)، فيلم قصير رجاء الصديقي

### سيناريوهات وإنتاجات
- فيلم طويل
  - الزفت، عن مسرحية سيدي ياسين في الطريق للطيب الصديقي
- سيناريوهات سينمائية
  - عرس الدم، سهيل بن بركة، 1976، كاتب مشارك وحوار
  - سيجناباد، الذي كتبه الطيب الصديقي في عام 1984، لم يصور
  - الفم الذهبي، الذي كتبه الطيب الصديقي في عام 1985، لم يصور
- أفلام وثائقية
  - الطب التقليدي مع جاك باراتييه (40 دقيقة)
  - اليعسوب (30 دقيقة)
  - شماع فاس (22 دقيقة)
  - الرسم المغربي (36 دقيقة)
  - خيمة أغادير (40 دقيقة)
  - ذاكرة، 10 ساعات حول تاريخ المغرب
  - فيلم عن مسجد الحسن الثاني مع حميد برادة (30 دقيقة)- (Il était une foi)
- أفلام مؤسساتية
  - 30 دقيقة - BCM
  - 40 دقيقة - OCP
  - 26 دقيقة - مهرجان مراكش
  - 25 دقيقة- جامعة إفران
  - 20 دقيقة- مهرجان بغداد
- أعمال تلفزية
  - الفيلسوف
  - محجوبة
  - مزحة السيد باتلان
  - فولپون
  - ديوان سيدي عبد الرحمن المجدوب
  - سيدي ياسين في الطريق
  - الحراز (2 إصدارات)
  - النور والديجور
  - خرافة المسكين
  - النقشة
  - علامات مترجمة
  - الخرافة
  - الأشخاص الجيدون
  - الخوف من الضربات
  - القوق في الصندوق
  - مومو بوخرصة
  - نحن
  - مسيرتنا
  - ألف حكاية وحكاية في سوق عكاد
  - مقامات بديع عزاماني الحمداني
  - أصوات وأضواء
  - الشامات السبع
  - الفيل والسراويل
  - ولو كانت فولة
  - جنان الشيبة
  - قفطان الحب
  - بوكتف
  - عزيزي
  - الكراسي

## مهام ووظائف
- 1953 - حصة تدريبية في الفن الدرامي بالمعمورة ـ المغرب - إدارة أندريه فواسين وتشارلز نوڭ
- 1954 - عقد مع فرقة المسرح المغربي - أول فرقة مسرحية محترفة بالمغرب
- 1956 - دورة تكوينية بالمركز الغربي الدرامي بمدينة رين - إدارة هوبيرت جينيو
- 1957 - عمل في المسرح الوطني الشعبي بباريس - إدارة جان فيلار
- 1958-1957 - مؤسس فرقة المسرح العمالي - المغرب
- 1959 - دورة تدريبية بالمركز الشرق الدرامي بمدينة ستراسبورغ - إدارة هوبيرت جينيو
- 1960 - حصة دراسية بألمانيا ــ فرقة أسسها بيرتولت بريخت Berliner ensemble - إدارة هيلين ويجل
- 1960 - مؤسس فرقة المسرح البلدي ـ الدار البيضاء، المغرب
- 1963 - مؤسس فرقة الصديقي ـ المغرب
- 1964 - المدير الفني المسرح الوطني محمد الخامس ـ الرباط، المغرب
- 1969-1967 - عضو اللجنة التنفيذية المعهد الدولي للمسرح - ITI - اليونسكو
- 1977-1964 - المدير العام المسرح البلدي للدار البيضاء ـ المغرب
- 1977-1970 - مؤسس مقهى المسرح بالمسرح البلدي ـ الدار البيضاء، المغرب
- 1970 - مؤسس فرقة مسرح الناس ـ المغرب
- 1974 - مؤسس المسرح الجوال ـ المغرب
- 1980 - مؤسس مهرجان الصويرة الموسيقى أولا / لا موسي ديابورد
- 1982-1980 - مكلف بمهمة لدى وزارة السياحة، المغرب
- 1986-1984 - التلفزة تتحرك ـ الإذاعة والتلفزة الوطنية، المغرب
- 1997 - مؤسس فضاء الطيب الصديقي (مسرح موڭادور) بالدار البيضاء ـ المغرب

## الريبيرتوار المسرحي

### 1955-1954
- عمي الزلط
  - النص: Bonhomme Misère
  - إخراج وإعادة الكتابة الدرامية: أندريه فويسن
  - اقتباس: أحمد الطيب العلج
  - اللغة: الدارجة المغربية
- المعلم عزوز
  - تأليف: Pierre-Augustin Caron de Beaumarchais
  - اقتباس: عطاء وكيل (عبد الصمد الكنفواي، طاهر وعزيز، أحمد الطيب العلج)
  - إخراج: أندريه فويسن
  - اللغة: الدارجة المغربية

### 1956-1955
- الشطابة
  - تأليف: فرقة التمثيل المغربي
  - إخراج: أندريه فويسن
  - اللغة: الدارجة المغربية
- عمايل جحا
  - تأليف: موليير
  - اقتباس: عطاء وكيل (عبد الصمد الكنفواي، طاهر وعزيز، أحمد الطيب العلج)
  - إخراج: أندريه فويسن
  - المساعد: الطيب الصديقي
  - اللغة: الدارجة المغربية
- Hamlet
  - تأليف: وليام شكسبير
  - ترجمة: خليل مطران، طاهر وعزيز
  - إخراج: أندريه فويسن
  - اللغة: العربية
- أهل الكهف
  - تأليف: توفيق الحكيم
  - إخراج: ديدييه بيرود
  - اللغة: العربية

### 1957-1956
- الوارث
  - تأليف: Jean-François Regnard
  - اقتباس: أحمد الطيب العلج والطيب الصديقي
  - إخراج: الطيب الصديقي
  - اللغة: الدارجة المغربية
- الفيلسوف
  - تأليف: موليير
  - اقتباس: أحمد الطيب العلج والطيب الصديقي
  - إخراج: الطيب الصديقي
  - اللغة: الدارجة المغربية
- Le médecin volant
  - تأليف: موليير
  - اقتباس وإخراج: الطيب الصديقي
  - اللغة: الدارجة المغربية

### 1958-1957
- المفتش
  - تأليف: Le Révizor de Nicolaï Gogol
  - اقتباس وإخراج: الطيب الصديقي
  - اللغة: الدارجة المغربية
- بين يوم وليلة
  - تأليف: توفيق الحكيم
  - ترجمة: مسرح متعدد الألوان، إد. أمريكا اللاتينية، 1954
  - إخراج: الطيب الصديقي
  - اللغة: الفرنسية

### 1959-1958
- الجنس اللطيف
  - تأليف: Aristophane
  - اقتباس وإخراج: الطيب الصديقي
  - اللغة: الدارجة المغربية
- Pantagleize
  - تأليف: Ghelderode
  - إخراج: جورج جوبير
  - اللغة: الفرنسية

### 1960-1959
- Le Carthaginois
  - تأليف: Plaute
  - اقتباس: هنري كلورد
  - إخراج: دانيال سورانو
  - اللغة: الفرنسية
- Les fourberies de Scapin
  - تأليف: موليير
  - إخراج: جاك سارثو
  - اللغة: الفرنسية
- La peur des coups
  - تأليف:Georges Courteline
  - اقتباس وإخراج: الطيب الصديقي
  - اللغة: الدارجة المغربية
- فولبون
  - تأليف: Ben Johnson
  - اقتباس وإخراج: الطيب الصديقي
  - اللغة: الدارجة المغربية

### 1961-1960
- قصة الحسناء
  - تأليف: جان كانول (السيدة جوديفا)
  - اقتباس وإخراج: الطيب الصديقي
  - اللغة: الدارجة المغربية
- سفر تشون لي
  - تأليف: Sacha Guitry
  - اقتباس وإخراج: الطيب الصديقي
  - اللغة: الدارجة المغربية
- مولاة الفندق
  - تأليف: Carlo Goldoni
  - اقتباس: الطيب الصديقي
  - إخراج: عبد الصمد دنيا
  - اللغة: الدارجة المغربية
- محجوبة
  - تأليف: موليير
  - اقتباس وإخراج: الطيب الصديقي
  - اللغة: الدارجة المغربية

### 1962-1961
- في انتظار مبروك
  - تأليف: Samuel Beckket
  - اقتباس وإخراج: الطيب الصديقي
  - اللغة: الدارجة المغربية
- الفصل الأخير
  - تأليف: عزيز الصغروشني
  - إخراج: الطيب الصديقي
  - اللغة: العربية

### 1963-1962
- المصادفة
  - تأليف: Pierre de Marivaux
  - اقتباس وإخراج: الطيب الصديقي
  - اللغة: الدارجة المغربية

### 1964-1963
- حميد وحماد
  - تأليف: عبد الله شقرون
  - اقتباس: الطيب الصديقي
  - إخراج: عبد الصمد دنيا
  - اللغة: الدارجة المغربية
- معركة وادي المخازين
  - تأليف وإخراج: الطيب الصديقي
  - ملحمة

### 1965-1964
- مومو بوخرصة
  - تأليف: Eugène Ionesco
  - اقتباس وإخراج: الطيب الصديقي
  - اللغة: الدارجة المغربية

### 1966-1965
- سلطان الطلبة
  - تأليف: عبد الصمد الكنفاوي - الطيب الصديقي
  - إخراج: الطيب الصديقي
  - اللغة: الدارجة المغربية
- سيدي ياسين في الطريق
  - تأليف وإخراج: الطيب الصديقي
  - اللغة: الدارجة المغربية
- المغرب واحد
  - تأليف: سعيد الصديقي والطيب الصديقي
  - إخراج: الطيب الصديقي
  - ملحمة

### 1967-1966
- مدينة النحاس
  - تأليف: سعيد الصديقي
  - إخراج: الطيب الصديقي
  - اللغة: الدارجة المغربية
- رجل في المصيدة
  - تأليف: Robert Thomas
  - اقتباس وإخراج: الطيب الصديقي
  - اللغة: الدارجة المغربية

### 1968-1967
- ديوان سيدي عبد الرحمن المجذوب
  - تأليف وإخراج: الطيب الصديقي
  - اللغة: الدارجة المغربية

### 1969-1968
- مولاي إسماعيل
  - تأليف: سعيد الصديقي والطيب الصديقي
  - إخراج: الطيب الصديقي
  - ملحمة

### 1970-1969
- النقشة
  - تأليف: Nicolaï Gogol
  - تأليف وإخراج: الطيب الصديقي
  - اللغة: الدارجة المغربية
- الأكباش تتمرن
  - تأليف: أحمد الطيب العلج والطيب الصديقي
  - إخراج: الطيب الصديقي
  - اللغة: الدارجة المغربية
- الرأس والشعكوكة
  - تأليف: سعيد الصديقي
  - إخراج: الطيب الصديقي
  - اللغة: الدارجة المغربية

### 1971-1970
- قدور نور وغندور
  - تأليف: فرناندو أرابال
  - اقتباس: الطيب الصديقي
  - إخراج: حميد الزوغي
  - اللغة: الدارجة المغربية
- على بلدي المحبوب
  - تأليف: علي الحداني والطيب الصديقي
  - إخراج: الطيب الصديقي
  - ملحمة
- الحراز
  - تأليف: عبد السلام الشرايبي
  - إعادة كتابة وإخراج: الطيب الصديقي
  - اللغة: الدارجة المغربية

### 1972-1971
- معركة الزلاقة
  - تأليف وإخراج: الطيب الصديقي
  - ملحمة
- مقامات بديع الزمان الهمداني
  - تأليف وإخراج: الطيب الصديقي
  - اللغة: الدارجة المغربية والعربية الفصحى

### 1973-1972
- النور والديجور
  - تأليف: عبد السلام الشاريبي والطيب الصديقي
  - إخراج: الطيب الصديقي
  - اللغة: الدارجة المغربية
- كان يا ما كان مغرب 73
  - تأليف: سعيد الصديقي
  - إخراج: الطيب الصديقي
  - اللغة: الدارجة المغربية

### 1974-1973
- السفود
  - تأليف وإخراج : الطيب الصديقي
  - اللغة: الدارجة المغربية
- القوق في الصندوق
  - تأليف : Eduardo Scarpetta
  - إخراج: الطيب الصديقي
  - اللغة: الدارجة المغربية
- مولاي إدريس
  - تأليف: عبد السلام البقالي والطيب الصديقي
  - موسيقى: عبد الوهاب الدكالي
  - إخراج: الطيب الصديقي
  - ملحمة

### 1975-1974
- خرافة المسكين
  - تأليف وإخراج: الطيب الصديقي
  - اللغة: الدارجة المغربية
- شاعر الحمراء
  - إخراج: الطيب الصديقي
  - ملحمة
- المسيرة الخضراء
  - إخراج: الطيب الصديقي
  - ملحمة

### 1976-1975
- الغفران
  - تأليف: عز الدين المدني، من كتاب أبو العلاء المعري
  - إخراج: الطيب الصديقي
  - اللغة: العربية

### 1977-1976
- بوكتف
  - تأليف: عبد الصمد كنفاوي
  - إخراج: الطيب الصديقي
  - اللغة: الدارجة المغربية

### 1980-1979
- دارنا
  - تأليف: الطيب الصديقي
  - اللغة: الدارجة المغربية / الفرنسية

### 1981-1980
- إيقاظ السريرة في تاريخ الصويرة
  - تأليف: محمد بن سعيد الصديقي
  - اقتباس وإخراج: الطيب الصديقي
  - اللغة: الدارجة المغربية
- البيعة
  - تأليف وإخراج: الطيب الصديقي
  - ملحمة

### 1983-1982
- الزوايا الصوفية
  - تأليف وإخراج: الطيب الصديقي
  - قصائد ونصوص
  - اللغة: الدارجة المغربية

### 1984-1983
- كتاب الإمتاع والمؤانسة (أبو حيان التوحيدي)
  - تأليف: الطيب الصديقي
  - إخراج: الطيب الصديقي
  - اللغة: العربية / الدارجة المغربية / الفرنسية

### 1985-1984
- الف حكاية وحكاية في سوق عكاظ
  - تأليف: وحيد سيف
  - السيناريو: الطيب الصديقي ونضال أشقر
  - إخراج: الطيب الصديقي
  - اللغة: العربية

### 1986-1985
- مسيرتنا
  - إخراج: الطيب الصديقي
  - ملحمة
- نحن
  - إخراج: الطيب الصديقي
  - ملحمة

### 1990-1989
- أصوات وأضواء
  - تأليف: سعيد الصديقي ومحمد قوتي
  - إخراج: الطيب الصديقي
  - ملحمة

### 1991-1990
- الشامات السبع
  - تأليف وإخراج: الطيب الصديقي
  - اللغة: الفرنسية
- Les folies berbères
  - تأليف: الطيب الصديقي
  - مرحلة إخراج: عبد القادر علولة
  - اللغة: الفرنسية / الدارجة المغربية

### 1992-1991
- خلقنا لنتفاهم
  - تأليف وإخراج: الطيب الصديقي
  - اللغة: الفرنسية

### 1994-1993
- موليير، أو حبا في الإنسانية
  - تأليف وإخراج: الطيب الصديقي
  - اللغة: الفرنسية

### 1997-1996
- الفيل والسراويل
  - تأليف وإخراج : الطيب الصديقي
  - مسرح البساط

### 1998-1997
- جنان الشيبة
  - تأليف وإخراج : الطيب الصديقي
  - مسرح البساط
- ولو كانت فولة
  - تأليف وإخراج : الطيب الصديقي
  - مسرح البساط

### 1999-1998
- قفطان الحب المرسع بالهوى
  - تأليف وإخراج : الطيب الصديقي
  - مسرح البساط

### 2000-1999
- السحور عند المسلمين، اليهود والنصارى
  - تأليف وإخراج : الطيب الصديقي
  - مسرح البساط

### 2001-2000
- تيو تيو
  - تأليف وإخراج : الطيب الصديقي
  - اللغة: الدارجة المغربية
  - مسرح الأطفال

### 2002-2001
- المسرح المهدوم
  - تأليف : الطيب الصديقي
  - إخراج: الطيب الصديقي
  - اللغة: الدارجة المغربية

### 2004-2003
- عزيزي
  - تأليف وإخراج : الطيب الصديقي من قصائد لسعيد الصديقي
  - اللغة: الدارجة المغربية والفرنسية
- الكرة السحرية
  - تأليف وإخراج : الطيب الصديقي
  - اللغة: الدارجة المغربية والاسبانية
  - مسرح الأطفال

### 2006-2005
- الكراسي
  - تأليف : Eugène Ionesco
  - اقتباس وإخراج: الطيب الصديقي
  - اللغة: الدارجة المغربية

### 2011-2010
- بوحدي، وانا مالي
  - تأليف : الطيب الصديقي
  - اللغة: الدارجة المغربية / الفرنسية

### 2019-2018
- سيدي عبد الرحمن المجذوب
  - تأليف : الطيب الصديقي
  - اللغة: الدارجة المغربية
  - إنتاج مؤسسة الطيب الصديقي
  - جولة بالمغرب٬ فرنسا٬ ايطاليا ودولة الامارات العربية المتحدة

## مؤسسة الطيب الصديقي
جمعية ثقافية ومقرها ب 515 شارع غاندي بالدار البيضاء. من بين أهدافها :
- حفظ ذاكرة وأرشيف الفنان الراحل الطيب الصديقي من مخطوطات وصور ولوحات تشكيلية وكتب وتسجيلات سمعية بصرية وقصاصات صحفية وملابس وديكورات مسرحية وريبيرتوار مسرحي.
- التعريف بالرصيد الإبداعي والفكري والأدبي للفنان الراحل الطيب الصديقي لدى الأجيال الشابة. وإعادة الاشتغال على الربيرتوار المسرحي للطيب الصديقي.
- الإشراف على استكمال تشييد المركب الثقافي : «فضاء الطيب الصديقي» وتجميع الطاقات والوسائل الضرورية من أجل ذلك. وتولي التنشيط الفني والثقافي للفضاء ووضع برنامجه وتنفيذه.
- تدشين متحف لصون ذاكرة المسرح المغربي بصفة عامة ومسرح الطيب الصديقي.
- إنتاج مسرحيات وعروض فنية حية وتنظيم تظاهرات فنية وثقافية.
- تنظيم ندوات وملتقيات ومهرجانات وطنية ودولية لتشجيع الثقافة والإبداع.
- إنجاز دراسات وأطروحات حول المسرح المغربي بتعاون مع الباحثين والمتخصصين ونشرها لتعميم الفائدة.

## أوسمة وجوائز
| البلد  | الجائزة / الوسام                                       | السنة |
| ------ | ------------------------------------------------------ | ----- |
| المغرب | وسام المسيرة الخضراء                                   | 1976  |
| فرنسا  | وسام الفنون والآداب من رتبة فارس                       | 1979  |
| فرنسا  | وسام الفنون والآداب من رتبة ضابط                       | 1983  |
| تونس   | جائزة العمل الأول في أيام قرطاج السينمائية: فيلم الزفت | 1984  |
| المغرب | جائزة أطلس: موليير أو من أجل حب الإنسانية              | 1995  |
| فرنسا  | وسام الفنون والآداب من رتبة قائد                       | 1997  |
| المغرب | وسام الكفاءة الفكرية                                   | 2005  |

## وفاته
توّفي الطيب الصديقي يوم الجمعة 5 فبراير 2016 بإحدى المصحات الخاصة بمدينة الدار البيضاء‘‘‘‘.

## ذكراه
2016
- "أيقونة" المسرح المغربي الطيب الصديقي .. صانع الفرجة (عرض كتاب).[18]

2018
- محاضرة وفيلم وثائقي عن حياة " الطيب الصديقي " الفنية.[19]

2019
- في الذكرى الثالثة لرحيل الطيب الصديقي.[20]

2022
- أعمال الطيب الصديقي تمثل المغرب في “فرساي”.[21]

2023
- مؤسسة الطيب الصديقي تنظم تظاهرة ثقافية حول المسرح والسينما.[22]

## روابط خارجية
- الطيب الصديقي على موقع IMDb (الإنجليزية)
- الطيب الصديقي على موقع الموسوعة البريطانية (الإنجليزية)
- الطيب الصديقي على موقع قاعدة بيانات الأفلام العربية
- الطيب الصديقي على موقع قاعدة بيانات الفيلم (الإنجليزية)